# Rhytisma

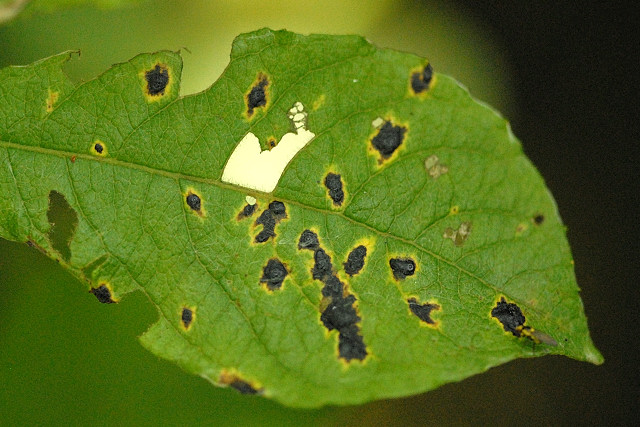
Łuszczeniec wierzbowy (Rhytisma salicinum)

Rhytisma Fr. (łuszczeniec) – rodzaj grzybów z rodziny łuszczeńcowatych (Rhytismataceae)

## Systematyka i nazewnictwo
Pozycja w klasyfikacji według Index Fungorum: Rhytismataceae, Rhytismatales, Leotiomycetidae, Leotiomycetes, Pezizomycotina, Ascomycota, Fungi.
Synonimy nazwy naukowej:
Dothidea trib. Xyloma (Pers.) Fr., Melanosorus De Not., Pachyrhytisma Höhn., Placuntium Ehrenb., Stictostroma Höhn., Xyloma Pers.
Nazwa polska według checklist A. Chmiel.

## Niektóre gatunki
- Rhytisma acerinum (Pers.) Fr. 1819 – łuszczeniec klonowy
- Rhytisma aceris-saccharini Nannf. 1932
- Rhytisma americanum Hudler & Banik 1998
- Rhytisma andromedae (Pers.) Fr. 1819 – łuszczeniec modrzewnicowy
- Rhytisma anhuiense C.L. Hou & M. Piepenbr. 2005
- Rhytisma asteris (Schwein.) Schwein. 1832
- Rhytisma bontocense Syd. 1932
- Rhytisma decolorans Fr. 1823
- Rhytisma eucalypti Ettingsh. & S. Garden 1880
- Rhytisma filamentosum Masumoto, Tojo, Mas. Uchida & S. Imura 2015
- Rhytisma himalense Syd., P. Syd. & E.J. Butler 1911
- Rhytisma huangshanense C.L. Hou & M.M. Wang 2009
- Rhytisma ilicis Sawada 1959
- Rhytisma ilicis-canadensis Schwein. 1832
- Rhytisma ilicis-integrae Y. Suto 2009
- Rhytisma ilicis-latifoliae Henn. 1899
- Rhytisma ilicis-pedunculosae Y. Suto 2009
- Rhytisma itatiaiae Rehm 1896
- Rhytisma lagerstroemiae Henn. 1878
- Rhytisma liriodendri (Wallr.) Sacc. 1889
- Rhytisma menziesiae Koval 1962
- Rhytisma panamense C.L. Hou, Trampe & M. Piepenbr. 2010
- Rhytisma prini (Schwein.) Fr. 1823
- Rhytisma priscum Ettingsh. & S. Garden 1880
- Rhytisma pruni E. Müll. 1958
- Rhytisma punctatum (Pers.) Fr. 1823
- Rhytisma rhododendri-oldhamii Sawada 1943
- Rhytisma salicinum (Pers.) Fr. 1823 – łuszczeniec wierzbowy
- Rhytisma shiraiana Hemmi & Kurata 1931
- Rhytisma umbonatum Hoppe 1844 – łuszczeniec obustronny
- Rhytisma velatum (Schwein.) Fr. 1823
- Rhytisma yuexiense C.L. Hou & M. Piepenbr. 2005

Nazwy naukowe na podstawie Index Fungorum. Nazwy polskie według A. Chmiel.